# Gerhard Schairer
Gerhard Schairer (* 18. Dezember 1938 in Jena; † 22. März 2012) war ein deutscher Paläontologe. Er war Hauptkonservator an der Bayerischen Staatssammlung in München. Er war Experte für Ammoniten und ihre Verwendung in der Stratigraphie (besonders aus dem Ober-Jura). 
Schairer ging in Freudenstadt und Ulm zur Schule und studierte Geologie und Paläontologie in Tübingen und München (Diplom in München 1963, Geologisch-paläontologische Untersuchungen im Gebiet des Nördlinger Rieses). 1967 wurde er bei Richard Dehm über Ammoniten der Gattung Perisphinctes promoviert, wozu er umfangreich in der Frankenalb sammelte. Danach war er in einem sedimentologischen DFG-Schwerpunktprogramm, geleitet von Werner Barthel, wozu er auch in Spanien war. Ab 1970 war er Assistent am Geologisch-Paläontologischen Institut in München und ab 1971 Konservator an der Bayerischen Staatssammlung. 2003 wurde er pensioniert, nachdem er 1997 einen Schlaganfall erlitten hatte.
Er war an umfangreichen Grabungen im Jura um Eichstätt beteiligt, in den jurassischen Schwammkalken von Biburg und in Sengenthal bei Neumarkt. Er arbeitete mit dem befreundeten Professor in Teheran Kazem Seyed-Emami zusammen und grub zwar nicht selbst im Iran, bearbeitete aber Ammonitenfunde und deren stratigraphische Verwendung im Iran. Er arbeitete und publizierte auch mit Hobby-Paläontologen.

## Schriften
- mit Karl Beurlen, Horst Gall: Die Alb und ihre Fossilien. Geologie und Paläontologie der Schwaben- und Frankenalb. Ein Wegweiser für den Liebhaber. 1. Auflage. Stuttgart, Franckhsche Verlagsbuchhandlung, 1978